# Julia Hedlund
Disa Julia Maria Hedlund, född 24 december 1995 i Umeå stadsförsamling, är en svensk journalist och TV-programledare.
Hedlund är utbildad vid Umeå universitet inom media och kommunikation samt journalistik. Sedan 2017 arbetar hon på Sveriges Television där hon började som reporter och tog sedan över som programledare för Sverige idag. Hon har även hoppat in som programledare för Go'kväll.